# Кристин Синклер
Кристин Маргарет Синклер (енгл. Christine Margaret Sinclair; Бернаби, 12. јун 1983) је канадска професионална фудбалерка и капитен канадске репрезентације.
Тренутно игра за Портланд у женској професионалној фудбалској лиги док је претходно играла за Голд Прајд и Западни Њујорк. Шампион КОНКАКАФ-а, двоструки освајач бронзане олимпијске медаље и 14 пута добитник награде канадске фудбалерке године, Синклер је светски лидер свих времена за међународне голове постигнуте за мушкарце или жене са 186 голова и најактивнијег активног међународног фудбалера са 296 утакмица. Она је такође други фудбалер било ког пола који је постигао гол на пет издања Светског купа, којима је претходила Марта.